# Torneo Nacional de Roller derby 2017 (Colombia)
El Torneo Nacional Femenino de Roller derby 2017 fue la cuarta edición de esta competencia, del deporte urbano roller derby. Comenzó a disputarse el 11 de noviembre y finalizó el 13 de noviembre, en la ciudad de Bogotá en el Coliseo Parque Recreo Deportivo El Salitre.

## Equipos
- Bone Breakers
- Combativas Revoltosas
- Central derby D.C.
- Rock'n Roller Queens
- Pink Sucks
- Pain Dealers
- Titanias

## Fase de grupos

### Grupo A
| Equipo        | PJ | PG | PP | PF  | PC  | Dif  |
| ------------- | -- | -- | -- | --- | --- | ---- |
| Bone Breakers | 2  | 2  | 0  | 893 | 28  | +865 |
| Pain Dealers  | 2  | 1  | 1  | 205 | 556 | -351 |
| Pink Sucks    | 2  | 0  | 2  | 111 | 625 | -514 |

| 11 de noviembre de 2017 | Bone Breakers | 462 - 11 | Pain Dealers |  |  |

| 11 de noviembre de 2017 | Pink Sucks | 17- 431 | Bone Breakers |  |  |

| 12 de noviembre de 2017 | Pain Dealers | 194 - 94 | Pink Sucks |  |  |

### Grupo B
| Equipo                | PJ | PG | PP | PF  | PC  | Dif  |
| --------------------- | -- | -- | -- | --- | --- | ---- |
| Combativas Revoltosas | 3  | 3  | 0  | 611 | 274 | +337 |
| Rock'n Roller Queens  | 3  | 2  | 1  | 535 | 311 | +224 |
| Titanias              | 3  | 1  | 2  | 307 | 470 | -163 |
| Central derby D.C.    | 3  | 0  | 3  | 253 | 651 | -398 |

| 11 de noviembre de 2017 | Titanias | 76 - 162 | Rock'n Roller Queens |  |  |

| 11 de noviembre de 2017 | Central derby D.C. | 74 - 247 | Combativas Revoltosas |  |  |

| 12 de noviembre de 2017 | Titanias | 67 - 191 | Combativas Revoltosas |  |  |

| 12 de noviembre de 2017 | Central derby D.C. | 62 - 240 | Rock'n Roller Queens |  |  |

| 12 de noviembre de 2017 | Titanias | 164 - 117 | Central Derby D.C. |  |  |

| 12 de noviembre de 2017 | Rock'n Roller Queens | 133 - 173 | Combativas Revoltosas |  |  |

## Fase final
|  | Semifinales           | Semifinales           |    |                      | Final           | Final           |  |
|  | 13 de noviembre       | 13 de noviembre       |    |                      | 13 de noviembre | 13 de noviembre |  |
|  |                       |                       |    |                      |                 |                 |  |
|  |                       |                       |    |                      |                 |                 |  |
|  | Combativas Revoltosas | 253                   |    |                      |                 |                 |  |
|  | Pain Dealers          | 85                    |    |                      |                 |                 |  |
|  |                       |                       |    |                      |                 |                 |  |
|  |                       |                       |    |                      |                 |                 |  |
|  |                       |                       |    |                      | Bone Breakers   | 215             |  |
|  |                       | Combativas Revoltosas | 90 |                      |                 |                 |  |
|  |                       |                       |    |                      |                 |                 |  |
|  |                       |                       |    |                      |                 |                 |  |
|  |                       |                       |    |                      | Tercer lugar    |                 |  |
|  |                       |                       |    |                      |                 |                 |  |
|  | Bone Breakers         | 220                   |    | Rock'n Roller Queens | 281             |                 |  |
|  | Rock'n Roller Queens  | 79                    |    |                      | Pain Dealers    | 74              |  |